# Кристиан, Эдуард
Эдвард Кристиан (англ. Edward Christian; 14 сентября 1858 — 3 апреля 1934) — английский футболист и крикетист. Выступал за футбольные клубы «Кембридж Юниверсити» и «Олд Итонианс», также за футбольную сборную Англии. 

## Образование
Родился в Молверне (Вустершир), окончил школу Туифорд (англ. Twyford School), а затем Итонский колледж и Тринити-колледж (Кембридж), где получил степень бакалавра искусств в 1881 году.

## Футбольная карьера
Кристиан был защитником. Чарльз У. Олкок описывал его как «хорошего защитника, одинаково хорошо использующего обе ноги». Играл за клубы «Кембридж Юниверсити» и «Олд Итонианс». В сезоне 1878/79 в составе «Олд Итонианс» выиграл Кубок Англии, обыграв в финале «Клэпем Роверс». В следующем сезоне его команда проиграла «Клэпем Роверс» в четвертьфинале и выбыла из розыгрыша Кубка Англии.
Рано завершил спортивную карьеру с целью занятия бизнесом за рубежом.

## Достижения
«Олд Итонианс»
- Обладатель Кубка Англии: 1879

## Крикетная карьера
Играл в крикет за крикетный клуб «Марилебон», а также за клуб «Коломбо» на Цейлоне.

## Вне спорта
В 1881 году переехал на Цейлон (сейчас — Шри-Ланка), где был директором чайной компании Pundaloga Tea Company, а также директором Бенгальской и Северо-Западной железнодорожной компании Индии. В 1904 году вернулся в Англию.
В Англии был лордом поместья Оттерборн (графство Хэмпшир). Участвовал в сельскохозяйственных выставках, выигрывая на них призы.